# أوغوستا فان بيلز
أوغوستا فان بيلز (ولدت في 29 سبتمبر 1900 — توفيت في أبريل أو مايو 1945 في معسكر تريزنشتات عمر يناهز 45 عامًا) هي زوجة ووالدة هيرمان فان بيلز وهيرمان فان بيلز، كانت واحدة من ثمانية مهاجرين غير شرعيين يتشاركون مخبأ آن فرانك في الملحق السري 263 برينسينجراتشت.
في عام 1942، انضمت هي وزوجها وابنها إلى ملحق عائلة فرانك. حيت عاشوا هناك حتى 4 أغسطس 1944 اليوم الذي تم القبض على شاغلي الملحق. في نوفمبر 1944 رأت مارغو وآن فرانك للمرة الأخيرة في معسكر بيرغن بيلسن. في 6 فبراير 1945 تم نقلها إلى معسكر بوخنفالد. لكنها توفيت في طريقها إلى معسكر تريزنشتات.
في مذكرات آن فرانك ، تحمل الاسم المستعار السيدة فان دان.